# Coupe de la Ligue française de football 2019-2020
Navigation
Coupe de la Ligue 2018-2019
La Coupe de la Ligue de football 2019-2020 est la 26e et dernière édition de la Coupe de la Ligue organisée par la LFP. En effet, le 18 septembre 2019, la LFP a annoncé la suppression de la compétition après cette édition.
Reportée de près de 4 mois en raison de la pandémie de Covid-19, la finale se déroule au stade de France à Saint-Denis, après avoir été jouée en province pendant trois ans. Elle voit la victoire du Paris Saint-Germain sur l'Olympique lyonnais (0-0 a.p. ; 6-5 aux tirs au but) le vendredi 31 juillet 2020.

## Déroulement de la compétition

### Calendrier
| Tour                       | Nom                                  | Date              | Participants        |
| Tours préliminaires (2019) |                                      |                   |                     |
| 1                          | Tour préliminaire                    | 26 juillet        | 2                   |
| 2                          | Premier tour                         | 13 août           | 24                  |
| 3                          | Deuxième tour                        | 27 août           | 12                  |
|                            | Phase finale (2019 et 2020)          |                   |                     |
| 1                          | Seizièmes de finale                  | 29 et 30 octobre  | 20 (6+14 de L1)     |
| 2                          | Huitièmes de finale                  | 17 et 18 décembre | 16 (10+6 européens) |
| 3                          | Quarts de finale                     | 7 et 8 janvier    | 8                   |
| 4                          | Demi-finales                         | 21 et 22 janvier  | 4                   |
| 5                          | Finale Stade de France (Saint-Denis) | 31 juillet        | 2                   |

### Dotations
| Tour                   | Gains       |
| Éliminé au 1er tour    | 228 000 €   |
| Éliminé au 2e tour     | 276 000 €   |
| Éliminé 1/16 de finale | 400 000 €   |
| Éliminé 1/8 de finale  | 604 000 €   |
| Éliminé 1/4 de finale  | 880 000 €   |
| Éliminé 1/2 de finale  | 1 294 000 € |
| Finaliste              | 2 298 000 € |
| Vainqueur              | 2 872 000 € |

### Participants
| Clubs de Ligue 1 (20)       | Clubs de Ligue 2 (20)    |
| arrivent en 8e de finale    | arrivent au premier tour |
| --------------------------- | ------------------------ |
| Paris Saint-Germain         | SM Caen                  |
| LOSC Lille                  | EA Guingamp              |
| Olympique lyonnais          | ES Troyes AC             |
| AS Saint-Étienne            | Paris FC                 |
| Stade rennais FC            | RC Lens                  |
| RC Strasbourg T             | FC Lorient               |
| arrivent en 16e de finale   | Le Havre AC              |
| Olympique de Marseille      | US Orléans               |
| Montpellier HSC             | Grenoble Foot 38         |
| OGC Nice                    | Clermont Foot 63         |
| Stade de Reims              | LB Châteauroux           |
| Nîmes Olympique             | Chamois niortais FC      |
| FC Nantes                   | Valenciennes FC          |
| Angers SCO                  | AS Nancy-Lorraine        |
| Girondins de Bordeaux       | AJ Auxerre               |
| Amiens SC                   | FC Sochaux-Montbéliard   |
| Toulouse FC                 | AC Ajaccio               |
| AS Monaco                   | Rodez AF                 |
| Dijon FCO                   | FC Chambly Oise          |
| FC Metz                     | Le Mans FC               |
| Stade brestois 29           | National (5)             |
|                             | GFC Ajaccio              |
| AS Béziers                  |                          |
| Red Star FC                 |                          |
| US Quevilly-Rouen Métropole |                          |
| Bourg-en-Bresse 01          |                          |

### Règlement
Le club vainqueur sera qualifié pour la Ligue Europa 2020-2021 pour le 2e tour de qualification.
Si à la fin de la saison 2019-2020, le club vainqueur de la Coupe de la Ligue s'est qualifié par ailleurs pour une compétition européenne, c’est au club le mieux classé en Ligue 1 (5e) et non qualifié pour une compétition européenne que sera attribuée la place qualificative pour la Ligue Europa 2020-2021.
Chaque tour se déroule en un seul match. En cas d'égalité, les équipes devront directement se départager avec une séance de tirs au but. Excepté la finale où en cas d'égalité, il y aura une prolongation avec deux mi-temps de 15 minutes et une séance de tirs au but si l'égalité persiste.

## Résultats

### Tours préliminaires

#### Tour préliminaire
Cette saison 25 clubs (20 de Ligue 2 & 5 de National) possèdent le statut professionnel. Sachant qu'il doit y avoir seulement 24 clubs pour le premier tour, un tour préliminaire a lieu entre Bourg en Bresse & QRM le 26 juillet 2019.
| Match 1               | Bourg-en-Bresse 01 (N)        | 1 - 0   | US Quevilly-Rouen (N)                             | Stade Marcel-Verchère, Bourg-en-Bresse          |                                                 |
| 26 juillet 2019 18h45 | Lacour 19e                    | (1 - 0) |                                                   | Spectateurs : 368 Arbitrage : Bartolomeu Varela | Spectateurs : 368 Arbitrage : Bartolomeu Varela |
| 26 juillet 2019 18h45 | Ribelin 30e · Nsimba 82e, 84e | Rapport | 3e Pianelli Balisoni · 18e Laura · 31e, 31e Mendy | Spectateurs : 368 Arbitrage : Bartolomeu Varela | Spectateurs : 368 Arbitrage : Bartolomeu Varela |

#### Premier tour
Les vingt équipes de Ligue 2 et quatre équipes professionnelles de National (à savoir les trois relégués de la saison de Ligue 2 précédente et le vainqueur du tour préliminaire) participent au premier tour de cette coupe de la Ligue.

Le tirage au sort de ce tour a lieu le 18 juillet 2019. Les matchs sont joués le mardi 13 août 2019.
| Match 1            | FC Lorient (L2) | 1 - 2   | Le Mans FC (L2)                                         | Stade du Moustoir, Lorient                                                      |                                                                                 |
| 13 août 2019 18h45 | Hamel 83e       | (0 - 1) | 42e Moussiti-Oko · 62e Diarra                           | Spectateurs : 7 454 Diffuseur : Canal+ Sport Arbitrage : Alexandre Perreau Niel | Spectateurs : 7 454 Diffuseur : Canal+ Sport Arbitrage : Alexandre Perreau Niel |
| 13 août 2019 18h45 | Hergault 27e    | Rapport | 25e Moussiti-Oko · 51e, 74e Vardin · 90+2e Gope-Fenepej | Spectateurs : 7 454 Diffuseur : Canal+ Sport Arbitrage : Alexandre Perreau Niel | Spectateurs : 7 454 Diffuseur : Canal+ Sport Arbitrage : Alexandre Perreau Niel |

| Match 2            | Clermont Foot 63 (L2)                         | 1 - 1             | Le Havre AC (L2)                               | Stade Gabriel-Montpied, Clermont-Ferrand                            |                                                                     |
| 13 août 2019 20h00 | Ndiaye 22e (pen.)                             | (1 - 1)           | 6e Dzabana                                     | Spectateurs : 1 785 Diffuseur : Foot+ Arbitrage : Cédric Dos Santos | Spectateurs : 1 785 Diffuseur : Foot+ Arbitrage : Cédric Dos Santos |
| 13 août 2019 20h00 | Ogier 26e · Magnin 83e                        | Rapport           | 34e Coulibaly · 85e Youga · 90+5e Fofana ·     | Spectateurs : 1 785 Diffuseur : Foot+ Arbitrage : Cédric Dos Santos | Spectateurs : 1 785 Diffuseur : Foot+ Arbitrage : Cédric Dos Santos |
| 13 août 2019 20h00 | Grbić · Donisa · Gonzalez · Gastien · N'Simba | Tirs au but 4 - 3 | Abdelli · Dzabana · Fontaine · Bazile · Basque | Spectateurs : 1 785 Diffuseur : Foot+ Arbitrage : Cédric Dos Santos | Spectateurs : 1 785 Diffuseur : Foot+ Arbitrage : Cédric Dos Santos |

| Match 3            | Grenoble Foot 38 (L2)                               | 1 - 1             | Rodez AF (L2)                                | Stade des Alpes, Grenoble                    |                                              |
| 13 août 2019 20h00 | Semedo 43e                                          | (1 - 0)           | 77e Ouhafsa                                  | Spectateurs : 2 265 Arbitrage : Gaël Angoula | Spectateurs : 2 265 Arbitrage : Gaël Angoula |
| 13 août 2019 20h00 | Pambou 42e · Pickel 68e                             | Rapport           | 87e Ouhafsa · 88e Guerbert · 88e Henry ·     | Spectateurs : 2 265 Arbitrage : Gaël Angoula | Spectateurs : 2 265 Arbitrage : Gaël Angoula |
| 13 août 2019 20h00 | Tinhan · M'Changama · Vandenabeele · Djitte · Elogo | Tirs au but 4 - 3 | Dieng · Maanane · Ouhafsa · Poujol · Ouammou | Spectateurs : 2 265 Arbitrage : Gaël Angoula | Spectateurs : 2 265 Arbitrage : Gaël Angoula |

| Match 4            | GFC Ajaccio (N)               | 2 - 0   | FC Chambly Oise (L2)     | Stade Ange-Casanova, Ajaccio                                  |                                                               |
| 13 août 2019 20h00 | Beusnard 5e (pen.) · Kyei 89e | (1 - 0) |                          | Spectateurs : 0 (Huis-clos total) Arbitrage : Eric Wattellier | Spectateurs : 0 (Huis-clos total) Arbitrage : Eric Wattellier |
| 13 août 2019 20h00 | Guidi 71e                     | Rapport | 4e Pontdemé · 73e Fofana | Spectateurs : 0 (Huis-clos total) Arbitrage : Eric Wattellier | Spectateurs : 0 (Huis-clos total) Arbitrage : Eric Wattellier |

| Match 5            | Bourg-en-Bresse 01 (N)                                              | 2 - 2             | Red Star FC (N)                                                  | Stade Marcel-Verchère, Bourg-en-Bresse.       |                                               |
| 13 août 2019 20h00 | Nabab 48e 76e                                                       | (0 - 2)           | 29e 42e Chahiri                                                  | Spectateurs : 878 Arbitrage : Thierry Bouille | Spectateurs : 878 Arbitrage : Thierry Bouille |
| 13 août 2019 20h00 | Irep 50e · Sacko 85e                                                | Rapport           | 19e Mendy · 38e Karamoko ·                                       | Spectateurs : 878 Arbitrage : Thierry Bouille | Spectateurs : 878 Arbitrage : Thierry Bouille |
| 13 août 2019 20h00 | Lacour · Romany · Lemb · Irep · Sacko · Nirlo · Boujedra · Perradin | Tirs au but 7 - 6 | Sao · Goujon · Chemlal · Baradji · Hamache · Roye · Arab · Mendy | Spectateurs : 878 Arbitrage : Thierry Bouille | Spectateurs : 878 Arbitrage : Thierry Bouille |

| Match 6            | Paris FC (L2)                         | 2 - 1   | FC Sochaux-Montbéliard (L2)  | Stade Charléty, Paris                                            |                                                                  |
| 13 août 2019 20h00 | Abdeldjelil 56e · Pitroipa 77e (pen.) | (0 - 1) | 36e Lasme                    | Spectateurs : 1 012 Diffuseur : Foot+ Arbitrage : Aurélien Petit | Spectateurs : 1 012 Diffuseur : Foot+ Arbitrage : Aurélien Petit |
| 13 août 2019 20h00 | Maletić 31e · Saad 46e                | Rapport | 55e Umbdenstock · 90+2e Sané | Spectateurs : 1 012 Diffuseur : Foot+ Arbitrage : Aurélien Petit | Spectateurs : 1 012 Diffuseur : Foot+ Arbitrage : Aurélien Petit |

| Match 7            | Chamois niortais FC (L2)                   | 3 - 1   | LB Châteauroux (L2)           | Stade René-Gaillard, Niort                  |                                             |
| 13 août 2019 20h00 | Konaté 45e · Koyalipou 83e · Leautey 90+1e | (1 - 1) | 9e Diarra                     | Spectateurs : 2 191 Arbitrage : Rémi Landry | Spectateurs : 2 191 Arbitrage : Rémi Landry |
| 13 août 2019 20h00 | Passi 38e · Bena 73e                       | Rapport | 39e Vanbaleghem · 53e Raineau | Spectateurs : 2 191 Arbitrage : Rémi Landry | Spectateurs : 2 191 Arbitrage : Rémi Landry |

| Match 8            | SM Caen (L2)             | 0 - 1   | AS Nancy-Lorraine (L2)    | Stade Michel-d'Ornano, Caen                                         |                                                                     |
| 13 août 2019 20h00 |                          | (0 - 0) | 64e Gueye                 | Spectateurs : 7 807 Diffuseur : Foot+ Arbitrage : Nicolas Rainville | Spectateurs : 7 807 Diffuseur : Foot+ Arbitrage : Nicolas Rainville |
| 13 août 2019 20h00 | Sankoh 59e · Avounou 78e | Rapport | 37e Gueye · 50e N'Guessan | Spectateurs : 7 807 Diffuseur : Foot+ Arbitrage : Nicolas Rainville | Spectateurs : 7 807 Diffuseur : Foot+ Arbitrage : Nicolas Rainville |

| Match 9            | AC Ajaccio (L2)                                     | 4 - 1   | Valenciennes FC (L2)                                      | Stade François-Coty, Ajaccio                    |                                                 |
| 13 août 2019 20h00 | Laçi 10e · Tramoni 42e · Mendes 45+1e · Lejeune 81e | (3 - 0) | 59e Ntim                                                  | Spectateurs : 1 815 Arbitrage : Bastien Dechepy | Spectateurs : 1 815 Arbitrage : Bastien Dechepy |
| 13 août 2019 20h00 | El Idrissy 23e · Leroy 26e · Diallo 57e · Laçi 67e  | Rapport | 39e Cabral · 44e Spano-Rahou · 78e Chevalier · 90+3e Ntim | Spectateurs : 1 815 Arbitrage : Bastien Dechepy | Spectateurs : 1 815 Arbitrage : Bastien Dechepy |

| Match 10           | AJ Auxerre (L2)                                                     | 0 - 0             | AS Béziers (N)                                                             | Stade de l'Abbé-Deschamps, Auxerre               |                                                  |
| 13 août 2019 20h00 |                                                                     | (0 - 0)           |                                                                            | Spectateurs : 4 218 Arbitrage : Romain Lissorgue | Spectateurs : 4 218 Arbitrage : Romain Lissorgue |
| 13 août 2019 20h00 | Merdji 34e · Bellugou 36e · Marcelin 61e                            | Rapport           | 49e El Hamzaoui ·                                                          | Spectateurs : 4 218 Arbitrage : Romain Lissorgue | Spectateurs : 4 218 Arbitrage : Romain Lissorgue |
| 13 août 2019 20h00 | Dugimont · Bellugou · Marcelin · Bernard · Touré · Begraoui · Coeff | Tirs au but 5 - 6 | Montiel · El Hamzaoui · Elissalt · Fumu Tamuzo · Ammour · Testud · Mostefa | Spectateurs : 4 218 Arbitrage : Romain Lissorgue | Spectateurs : 4 218 Arbitrage : Romain Lissorgue |

| Match 11           | US Orléans(L2)                                  | 4 - 1   | EA Guingamp (L2)            | Stade de la Source, Orléans                                     |                                                                 |
| 13 août 2019 20h00 | Sorbon 27e (csc) · Perrin 34e · Benkaid 84e 90e | (2 - 0) | 79e Roux                    | Spectateurs : 3 781 Diffuseur : Foot+ Arbitrage : Florent Batta | Spectateurs : 3 781 Diffuseur : Foot+ Arbitrage : Florent Batta |
| 13 août 2019 20h00 | Thiam 19e · Scheidler 28e · Renault 83e         | Rapport | 14e Eboa Eboa · 26e Kerbrat | Spectateurs : 3 781 Diffuseur : Foot+ Arbitrage : Florent Batta | Spectateurs : 3 781 Diffuseur : Foot+ Arbitrage : Florent Batta |

| Match 12           | ES Troyes AC (L2)                                               | 1 - 2   | RC Lens (L2)         | Stade de l'Aube, Troyes                                                    |                                                                            |
| 13 août 2019 21h05 | Kouyaté 10e                                                     | (1 - 0) | Sene 75e · Banza 84e | Spectateurs : 3 160 Diffuseur : Canal+ Sport Arbitrage : Bartolomeu Varela | Spectateurs : 3 160 Diffuseur : Canal+ Sport Arbitrage : Bartolomeu Varela |
| 13 août 2019 21h05 | Salmier 34e · Muzalimoja Mambo 75e · Giraudon 77e · Kouyaté 89e | Rapport | Perez 32e · Teka 39e | Spectateurs : 3 160 Diffuseur : Canal+ Sport Arbitrage : Bartolomeu Varela | Spectateurs : 3 160 Diffuseur : Canal+ Sport Arbitrage : Bartolomeu Varela |

#### Deuxième tour
Les six matchs sont joués le mardi 27 août 2019.

Le tirage au sort a lieu en même temps que celui du premier tour.
| Match 1            | AS Nancy-Lorraine (L2) | 1 - 0   | AC Ajaccio (L2)                    | Stade Marcel-Picot, Nancy                                             |                                                                       |
| 27 août 2019 18h45 | Dembélé 67e            | (0 - 0) |                                    | Spectateurs : 5 071 Diffuseur : Canal+ Sport Arbitrage : Arnaud Baert | Spectateurs : 5 071 Diffuseur : Canal+ Sport Arbitrage : Arnaud Baert |
| 27 août 2019 18h45 | Muratori 16e           | Rapport | 42e Laçi · 45e Corinus · 48e Huard | Spectateurs : 5 071 Diffuseur : Canal+ Sport Arbitrage : Arnaud Baert | Spectateurs : 5 071 Diffuseur : Canal+ Sport Arbitrage : Arnaud Baert |

| Match 2            | Bourg-en-Bresse 01 (N)                           | 1 - 1             | AS Béziers (N)                                                | Stade Marcel-Verchère, Bourg-en-Bresse                          |                                                                 |
| 27 août 2019 20h00 | Nabab 40e                                        | (0 - 0)           | 90+2e Morante                                                 | Spectateurs : 809 Diffuseur : Foot+ Arbitrage : Bastien Dechepy | Spectateurs : 809 Diffuseur : Foot+ Arbitrage : Bastien Dechepy |
| 27 août 2019 20h00 | Dunand 60e                                       | Rapport           | 31e Toure · 42e Atassi ·                                      | Spectateurs : 809 Diffuseur : Foot+ Arbitrage : Bastien Dechepy | Spectateurs : 809 Diffuseur : Foot+ Arbitrage : Bastien Dechepy |
| 27 août 2019 20h00 | Khous · Sacko · Lemb · Romany · Nabab · Perradin | Tirs au but 6 - 5 | Montiel · El Hamzaoui · Ammour · Tacalfred · Testud · Mostefa | Spectateurs : 809 Diffuseur : Foot+ Arbitrage : Bastien Dechepy | Spectateurs : 809 Diffuseur : Foot+ Arbitrage : Bastien Dechepy |

| Match 3            | Le Mans FC (L2)                                                                                            | 2 - 2             | US Orléans (L2)                                                                            | MMArena, Le Mans                                                 |                                                                  |
| 27 août 2019 20h00 | Moussiti-Oko 85e · Lemonnier 90e                                                                           | (0 - 1)           | 7e 54e Scheidler                                                                           | Spectateurs : 6 422 Diffuseur : Foot+ Arbitrage : Aurélien Petit | Spectateurs : 6 422 Diffuseur : Foot+ Arbitrage : Aurélien Petit |
| 27 août 2019 20h00 | Manzala 105e                                                                                               | Rapport           | 23e Mutombo · 89e Demoncy · 105eBenkaid ·                                                  | Spectateurs : 6 422 Diffuseur : Foot+ Arbitrage : Aurélien Petit | Spectateurs : 6 422 Diffuseur : Foot+ Arbitrage : Aurélien Petit |
| 27 août 2019 20h00 | Créhin · Lévêque · Maziz · Manzala · Moussiti-Oko · Lemonnier · Vardin · Musavu-King · Boissier · Boé-Kane | Tirs au but 8 - 7 | Thill · Demoncy · d’Arpino · Benkaid · Perrin · Luzayadio · Mutombo · Lopy · Talal · Thiam | Spectateurs : 6 422 Diffuseur : Foot+ Arbitrage : Aurélien Petit | Spectateurs : 6 422 Diffuseur : Foot+ Arbitrage : Aurélien Petit |

| Match 4            | Chamois niortais FC (L2)                     | 0 - 0             | Grenoble Foot 38 (L2)                         | Stade René-Gaillard, Niort                                       |                                                                  |
| 27 août 2019 20h00 |                                              | (0 - 0)           |                                               | Spectateurs : 2 372 Diffuseur : Foot+ Arbitrage : Mehdi Mokhtari | Spectateurs : 2 372 Diffuseur : Foot+ Arbitrage : Mehdi Mokhtari |
| 27 août 2019 20h00 | Bourhane 46e                                 | Rapport           | 16e Djitté ·                                  | Spectateurs : 2 372 Diffuseur : Foot+ Arbitrage : Mehdi Mokhtari | Spectateurs : 2 372 Diffuseur : Foot+ Arbitrage : Mehdi Mokhtari |
| 27 août 2019 20h00 | Jacob · Louiserre · Bena · Kemen · Koyalipou | Tirs au but 5 - 4 | Tinhan · M'Changama · Monfray · Ondaan · Brun | Spectateurs : 2 372 Diffuseur : Foot+ Arbitrage : Mehdi Mokhtari | Spectateurs : 2 372 Diffuseur : Foot+ Arbitrage : Mehdi Mokhtari |

| Match 5            | GFC Ajaccio (N)                                                     | 1 - 1             | Paris FC (L2)                                                         | Stade Ange-Casanova, Ajaccio                                      |                                                                   |
| 27 août 2019 20h00 | Kanté 89e (csc)                                                     | (0 - 0)           | 75e Sarr                                                              | Spectateurs : 1 515 Diffuseur : Foot+ Arbitrage : Sylvain Palhies | Spectateurs : 1 515 Diffuseur : Foot+ Arbitrage : Sylvain Palhies |
| 27 août 2019 20h00 | Beusnard 37e · Piechocki 61e                                        | Rapport           |                                                                       | Spectateurs : 1 515 Diffuseur : Foot+ Arbitrage : Sylvain Palhies | Spectateurs : 1 515 Diffuseur : Foot+ Arbitrage : Sylvain Palhies |
| 27 août 2019 20h00 | Beusnard · Piechocki · Pollet · Anziani · Pierazzi · Pineau · Lebon | Tirs au but 5 - 6 | Mandouki · Abdeldjelil · Martin · Abdi · Nomenjanahary · Saad · Kanté | Spectateurs : 1 515 Diffuseur : Foot+ Arbitrage : Sylvain Palhies | Spectateurs : 1 515 Diffuseur : Foot+ Arbitrage : Sylvain Palhies |

| Match 6            | RC Lens (L2)                                       | 2 - 2             | Clermont Foot 63 (L2)                                         | Stade Bollaert-Delelis, Lens                                                 |                                                                              |
| 27 août 2019 21h05 | Sotoca 43e · Mesloub 61e (pen.)                    | (1 - 1)           | 12e Rajot · 47e González                                      | Spectateurs : 11 909 Diffuseur : Canal+ Sport Arbitrage : Benjamin Lepaysant | Spectateurs : 11 909 Diffuseur : Canal+ Sport Arbitrage : Benjamin Lepaysant |
| 27 août 2019 21h05 | Tony Mauricio 86e · Doucoure 90e                   | Rapport           | 45+1e, 90+5e Zedadka · 85e Cissokho · 86e Mehdi Jeannin ·     | Spectateurs : 11 909 Diffuseur : Canal+ Sport Arbitrage : Benjamin Lepaysant | Spectateurs : 11 909 Diffuseur : Canal+ Sport Arbitrage : Benjamin Lepaysant |
| 27 août 2019 21h05 | Boli · Sotoca · Mauricio · Banza · Gillet · Traoré | Tirs au but 5 - 4 | Grbić · Donisa · Rajot · N'Diaye[Lequel ?] · N'Simba · Magnin | Spectateurs : 11 909 Diffuseur : Canal+ Sport Arbitrage : Benjamin Lepaysant | Spectateurs : 11 909 Diffuseur : Canal+ Sport Arbitrage : Benjamin Lepaysant |

### Phase finale

#### Seizièmes de finale
Les six vainqueurs du deuxième tour sont rejoints par les quatorze équipes de Ligue 1 qui ne participent à aucune coupe d'Europe. Les dix matchs sont joués le mardi 29 et le mercredi 30 octobre 2019.
Le tirage au sort de ce tour a lieu le jeudi 19 septembre 2019.
| Match 1               | Nîmes Olympique (L1)                                      | 3 - 0   | RC Lens (L2)            | Stade des Costières, Nîmes                                               |                                                                          |
| 29 octobre 2019 18h45 | Sene 24e (csc) · Sainte-Luce 39e · Stojanovski 87e (pen.) | (2 - 0) |                         | Spectateurs : 6 284 Diffuseur : Canal+ Sport Arbitrage : Frank Schneider | Spectateurs : 6 284 Diffuseur : Canal+ Sport Arbitrage : Frank Schneider |
| 29 octobre 2019 18h45 |                                                           | Rapport | 77e Ducrocq · 79e Keita | Spectateurs : 6 284 Diffuseur : Canal+ Sport Arbitrage : Frank Schneider | Spectateurs : 6 284 Diffuseur : Canal+ Sport Arbitrage : Frank Schneider |

| Match 2               | Girondins de Bordeaux (L1)         | 2 - 0   | Dijon FCO (L1) | Matmut Atlantique, Bordeaux                                              |                                                                          |
| 29 octobre 2019 21h05 | Maja 8e · de Préville 90+4e        | (1 - 0) |                | Spectateurs : 11 391 Diffuseur : Canal+ Sport Arbitrage : Thomas Léonard | Spectateurs : 11 391 Diffuseur : Canal+ Sport Arbitrage : Thomas Léonard |
| 29 octobre 2019 21h05 | Benito 40e · Otávio 43e · Kalu 88e | Rapport | 20e Cádiz      | Spectateurs : 11 391 Diffuseur : Canal+ Sport Arbitrage : Thomas Léonard | Spectateurs : 11 391 Diffuseur : Canal+ Sport Arbitrage : Thomas Léonard |

| Match 3               | Le Mans FC (L2)                         | 3 - 2   | OGC Nice (L1)                       | MMArena, Le Mans                                                        |                                                                         |
| 30 octobre 2019 18h45 | Créhin 1re · Lemonnier 13e · Kanté 16e  | (3 - 2) | 15e (pen.) Cyprien · 18e Lees-Melou | Spectateurs : 12 260 Diffuseur : Canal+ Sport Arbitrage : Benoît Millot | Spectateurs : 12 260 Diffuseur : Canal+ Sport Arbitrage : Benoît Millot |
| 30 octobre 2019 18h45 | Lemonnier 8e · Diarra 47e · Confais 77e | Rapport | 20e Atal · 90+4e Ganago             | Spectateurs : 12 260 Diffuseur : Canal+ Sport Arbitrage : Benoît Millot | Spectateurs : 12 260 Diffuseur : Canal+ Sport Arbitrage : Benoît Millot |

| Match 4               | FC Nantes (L1)                                                       | 8 - 0   | Paris FC (L2) | Stade de la Beaujoire, Nantes                                                      |                                                                                    |
| 30 octobre 2019 21h00 | Simon 22e 35e 43e · Youan 30e · Blas 36e 63e · Louza 47e · Abeid 83e | (5 - 0) |               | Spectateurs : 15 475 Diffuseur : Foot+, France 3 Régions Arbitrage : Jérémy Stinat | Spectateurs : 15 475 Diffuseur : Foot+, France 3 Régions Arbitrage : Jérémy Stinat |
| 30 octobre 2019 21h00 | Basila 67e                                                           | Rapport | 42e Saad      | Spectateurs : 15 475 Diffuseur : Foot+, France 3 Régions Arbitrage : Jérémy Stinat | Spectateurs : 15 475 Diffuseur : Foot+, France 3 Régions Arbitrage : Jérémy Stinat |

| Match 5               | FC Metz (L1)                                 | 1 - 1             | Stade brestois 29 (L1)                             | Stade Saint-Symphorien, Longeville-lès-Metz                                        |                                                                                    |
| 30 octobre 2019 21h00 | Niane 23e                                    | (1 - 0)           | 57e Cardona                                        | Spectateurs : 5 262 Diffuseur : Foot+, France 3 Régions Arbitrage : Jérôme Brisard | Spectateurs : 5 262 Diffuseur : Foot+, France 3 Régions Arbitrage : Jérôme Brisard |
| 30 octobre 2019 21h00 |                                              | Rapport           | 88e Belaud ·                                       | Spectateurs : 5 262 Diffuseur : Foot+, France 3 Régions Arbitrage : Jérôme Brisard | Spectateurs : 5 262 Diffuseur : Foot+, France 3 Régions Arbitrage : Jérôme Brisard |
| 30 octobre 2019 21h00 | Niane · Nguette · N'Doram · Traoré · Boulaya | Tirs au but 3 - 4 | Cardona · Diallo · Chardonnet · Court · Battocchio | Spectateurs : 5 262 Diffuseur : Foot+, France 3 Régions Arbitrage : Jérôme Brisard | Spectateurs : 5 262 Diffuseur : Foot+, France 3 Régions Arbitrage : Jérôme Brisard |

| Match 6               | Stade de Reims (L1)      | 2 - 1   | Bourg-en-Bresse 01 (N) | Stade Auguste-Delaune, Reims                    |                                                 |
| 30 octobre 2019 21h05 | Kutesa 14e · Doumbia 36e | (2 - 0) | 74e Ndicka             | Spectateurs : 5 479 Arbitrage : Eric Wattellier | Spectateurs : 5 479 Arbitrage : Eric Wattellier |
| 30 octobre 2019 21h05 |                          | Rapport | 90e Lacour             | Spectateurs : 5 479 Arbitrage : Eric Wattellier | Spectateurs : 5 479 Arbitrage : Eric Wattellier |

| Match 7               | Montpellier HSC (L1)                     | 3 - 2   | AS Nancy-Lorraine (L2)    | Stade de la Mosson, Montpellier                                                       |                                                                                       |
| 30 octobre 2019 21h05 | Mollet 13e · Delort 21e · Chotard 76e    | (2 - 0) | 59e Vagner · 90e Lybohy   | Spectateurs : 7 655 Diffuseur : Foot+, France 3 Régions Arbitrage : Hakim Ben El Hadj | Spectateurs : 7 655 Diffuseur : Foot+, France 3 Régions Arbitrage : Hakim Ben El Hadj |
| 30 octobre 2019 21h05 | Congré 28e · Cozza 62e, 68e · Sambia 88e | Rapport | 42e Lefebvre · 66e Lybohy | Spectateurs : 7 655 Diffuseur : Foot+, France 3 Régions Arbitrage : Hakim Ben El Hadj | Spectateurs : 7 655 Diffuseur : Foot+, France 3 Régions Arbitrage : Hakim Ben El Hadj |

| Match 8               | Amiens SC (L1)                        | 3 - 2   | Angers SCO (L1)                        | Stade de la Licorne, Amiens                                                           |                                                                                       |
| 30 octobre 2019 21h05 | Otero 47e · Cornette 50e · Blin 90+5e | (0 - 1) | 44e Bahoken · 83e Kanga                | Spectateurs : 5 217 Diffuseur : Foot+, France 3 Régions Arbitrage : François Letexier | Spectateurs : 5 217 Diffuseur : Foot+, France 3 Régions Arbitrage : François Letexier |
| 30 octobre 2019 21h05 | Zungu 35e · Calabresi 45e             | Rapport | 39e Cissé · 71e Pavlović · 84e Bahoken | Spectateurs : 5 217 Diffuseur : Foot+, France 3 Régions Arbitrage : François Letexier | Spectateurs : 5 217 Diffuseur : Foot+, France 3 Régions Arbitrage : François Letexier |

| Match 9               | AS Monaco (L1)             | 2 - 1   | Olympique de Marseille (L1) | Stade Louis-II, Monaco                                                           |                                                                                  |
| 30 octobre 2019 21h05 | Augustin 25e · Aguilar 40e | (2 - 0) | 77e (csc) Lecomte           | Spectateurs : 9 883 Diffuseur : France 3, Canal+ Sport Arbitrage : Mikaël Lesage | Spectateurs : 9 883 Diffuseur : France 3, Canal+ Sport Arbitrage : Mikaël Lesage |
| 30 octobre 2019 21h05 | Jemerson 19e               | Rapport | 62e Ćaleta-Car · 82e Amavi  | Spectateurs : 9 883 Diffuseur : France 3, Canal+ Sport Arbitrage : Mikaël Lesage | Spectateurs : 9 883 Diffuseur : France 3, Canal+ Sport Arbitrage : Mikaël Lesage |

| Match 10              | Chamois niortais FC (L2) | 1 - 2   | Toulouse FC (L1)        | Stade René-Gaillard, Niort                                                        |                                                                                   |
| 30 octobre 2019 21h05 | Sissoko 11e (pen.)       | (1 - 0) | 52e Gradel · 81e Sanogo | Spectateurs : 3 443 Diffuseur : Foot+, France 3 Régions Arbitrage : Florent Batta | Spectateurs : 3 443 Diffuseur : Foot+, France 3 Régions Arbitrage : Florent Batta |
| 30 octobre 2019 21h05 | Rapport                  |         |                         | Spectateurs : 3 443 Diffuseur : Foot+, France 3 Régions Arbitrage : Florent Batta | Spectateurs : 3 443 Diffuseur : Foot+, France 3 Régions Arbitrage : Florent Batta |

#### Huitièmes de finale
Les huitièmes de finale se déroulent le mardi 17 et le mercredi 18 décembre 2019. Ce tour est marqué par l'arrivée des six clubs européens.
Le tirage au sort de ce tour a lieu le 12 novembre.
| Match 1                | Stade de Reims (L1) | 1 - 0   | Montpellier HSC (L1)    | Stade Auguste-Delaune, Reims                                           |                                                                        |
| 17 décembre 2019 18h45 | Cafaro 78e (pen.)   | (0 - 0) |                         | Spectateurs : 4 606 Diffuseur : Canal+ Sport Arbitrage : Willy Delajod | Spectateurs : 4 606 Diffuseur : Canal+ Sport Arbitrage : Willy Delajod |
| 17 décembre 2019 18h45 | Oudin 90e           | Rapport | 69e Ristić · 77e Mendes | Spectateurs : 4 606 Diffuseur : Canal+ Sport Arbitrage : Willy Delajod | Spectateurs : 4 606 Diffuseur : Canal+ Sport Arbitrage : Willy Delajod |

| Match 2                | AS Monaco (L1) | 0 - 3   | LOSC Lille (L1)                                      | Stade Louis-II, Monaco                                               |                                                                      |
| 17 décembre 2019 21h05 |                | (0 - 2) | 19e Osimhen · 45+2e 86e Rémy                         | Spectateurs : 5 384 Diffuseur : Canal+ Sport Arbitrage : Johan Hamel | Spectateurs : 5 384 Diffuseur : Canal+ Sport Arbitrage : Johan Hamel |
| 17 décembre 2019 21h05 |                | Rapport | 31e Bradarić · 45+1e André · 48e Xeka · 54e Soumaoro | Spectateurs : 5 384 Diffuseur : Canal+ Sport Arbitrage : Johan Hamel | Spectateurs : 5 384 Diffuseur : Canal+ Sport Arbitrage : Johan Hamel |

| Match 3                | Olympique lyonnais (L1)                   | 4 - 1   | Toulouse FC (L1) | Parc Olympique lyonnais, Décines-Charpieu                                |                                                                          |
| 18 décembre 2019 18h45 | Traoré 2e 57e · Lucas 17e · Terrier 90+1e | (2 - 0) | 47e Koné         | Spectateurs : 21 902 Diffuseur : Canal+ Sport Arbitrage : Thomas Léonard | Spectateurs : 21 902 Diffuseur : Canal+ Sport Arbitrage : Thomas Léonard |
| 18 décembre 2019 18h45 | Lucas 24e · Traoré 53e                    | Rapport |                  | Spectateurs : 21 902 Diffuseur : Canal+ Sport Arbitrage : Thomas Léonard | Spectateurs : 21 902 Diffuseur : Canal+ Sport Arbitrage : Thomas Léonard |

| Match 4                | FC Nantes (L1) | 0 - 1   | RC Strasbourg (L1) | Stade de la Beaujoire, Nantes                                     |                                                                   |
| 18 décembre 2019 21h05 |                | (0 - 0) | 78e Da Costa       | Spectateurs : 9 565 Diffuseur : Foot+ Arbitrage : Eric Wattellier | Spectateurs : 9 565 Diffuseur : Foot+ Arbitrage : Eric Wattellier |
| 18 décembre 2019 21h05 | Rapport        |         |                    | Spectateurs : 9 565 Diffuseur : Foot+ Arbitrage : Eric Wattellier | Spectateurs : 9 565 Diffuseur : Foot+ Arbitrage : Eric Wattellier |

| Match 5                | Stade brestois 29 (L1)         | 2 - 0   | Girondins de Bordeaux (L1) | Stade Francis-Le Blé, Brest                                       |                                                                   |
| 18 décembre 2019 21h05 | Grandsir 50e · Charbonnier 63e | (0 - 0) |                            | Spectateurs : 5 434 Diffuseur : Foot+ Arbitrage : Jérémie Pignard | Spectateurs : 5 434 Diffuseur : Foot+ Arbitrage : Jérémie Pignard |
| 18 décembre 2019 21h05 | Magnetti 22e · Court 37e       | Rapport | 68e Tchouaméni             | Spectateurs : 5 434 Diffuseur : Foot+ Arbitrage : Jérémie Pignard | Spectateurs : 5 434 Diffuseur : Foot+ Arbitrage : Jérémie Pignard |

| Match 6                | Le Mans FC (L2) | 1 - 4   | Paris Saint-Germain (L1)                                    | MMArena, Le Mans                                                                      |                                                                                       |
| 18 décembre 2019 21h05 | Manzala 54e     | (0 - 3) | 21e Sarabia · 41e Choupo-Moting · 42e Mbappé · 48e Di María | Spectateurs : 24 425 Diffuseur : Canal+ Sport, France 3 Arbitrage : Hakim Ben El Hadj | Spectateurs : 24 425 Diffuseur : Canal+ Sport, France 3 Arbitrage : Hakim Ben El Hadj |
| 18 décembre 2019 21h05 | Boé-Kane 16e    | Rapport | 10e Verratti · 70e Kouassi                                  | Spectateurs : 24 425 Diffuseur : Canal+ Sport, France 3 Arbitrage : Hakim Ben El Hadj | Spectateurs : 24 425 Diffuseur : Canal+ Sport, France 3 Arbitrage : Hakim Ben El Hadj |

| Match 7                | Nîmes Olympique (L1) | 1 - 2   | AS Saint-Étienne (L1)       | Stade des Costières, Nîmes                                       |                                                                  |
| 18 décembre 2019 21h05 | Stojanovski 67e      | (0 - 1) | 38e Benkhedim · 49e Correia | Spectateurs : 4 240 Diffuseur : Foot+ Arbitrage : Antony Gautier | Spectateurs : 4 240 Diffuseur : Foot+ Arbitrage : Antony Gautier |
| 18 décembre 2019 21h05 |                      | Rapport | 82e Youssouf                | Spectateurs : 4 240 Diffuseur : Foot+ Arbitrage : Antony Gautier | Spectateurs : 4 240 Diffuseur : Foot+ Arbitrage : Antony Gautier |

| Match 8                | Amiens SC (L1)                             | 3 - 2   | Stade rennais FC (L1)             | Stade de la Licorne, Amiens                                          |                                                                      |
| 18 décembre 2019 21h05 | Zungu 35e · Mendoza 42e · Monconduit 90+1e | (2 - 1) | 27e (pen.) Bourigeaud · 73e Hunou | Spectateurs : 4 883 Diffuseur : Foot+ Arbitrage : Stéphanie Frappart | Spectateurs : 4 883 Diffuseur : Foot+ Arbitrage : Stéphanie Frappart |
| 18 décembre 2019 21h05 | Zungu 38e · Cornette 89e                   | Rapport | 89e Raphinha                      | Spectateurs : 4 883 Diffuseur : Foot+ Arbitrage : Stéphanie Frappart | Spectateurs : 4 883 Diffuseur : Foot+ Arbitrage : Stéphanie Frappart |

#### Quarts de finale
Les quarts de finale se déroulent le mardi 7 et le mercredi 8 janvier 2020.
Le tirage au sort de ce tour a lieu le 18 décembre.
| Match 1              | Stade de Reims (L1)                          | 0 - 0             | RC Strasbourg (L1)                     | Stade Auguste-Delaune, Reims                                                                                  | |
| 7 janvier 2020 21h00 |                                              | (0 - 0)           |                                        | Spectateurs : 10 202 Diffuseur : Canal+ Sport Arbitrage : François Letexier Arbitre vidéo : Hakim Ben El Hadj | Spectateurs : 10 202 Diffuseur : Canal+ Sport Arbitrage : François Letexier Arbitre vidéo : Hakim Ben El Hadj |
| 7 janvier 2020 21h00 | Chavalerin 36e · Mbuku 58e                   | Rapport           | 47e Sissoko ·                          | Spectateurs : 10 202 Diffuseur : Canal+ Sport Arbitrage : François Letexier Arbitre vidéo : Hakim Ben El Hadj | Spectateurs : 10 202 Diffuseur : Canal+ Sport Arbitrage : François Letexier Arbitre vidéo : Hakim Ben El Hadj |
| 7 janvier 2020 21h00 | Dónis · Oudin · Disasi · Kamara · Abdelhamid | Tirs au but 4 - 2 | Djiku · Ajorque · Bellegarde · Corgnet | Spectateurs : 10 202 Diffuseur : Canal+ Sport Arbitrage : François Letexier Arbitre vidéo : Hakim Ben El Hadj | Spectateurs : 10 202 Diffuseur : Canal+ Sport Arbitrage : François Letexier Arbitre vidéo : Hakim Ben El Hadj |

| Match 2              | Olympique lyonnais (L1)                                | 3 - 1   | Stade brestois 29 (L1)                                    | Parc Olympique lyonnais, Décines-Charpieu                                          |                                                                                    |
| 8 janvier 2020 18h45 | Dembélé 19e · Aouar 55e · Lucas 90+1e                  | (2 - 0) | 85e Grandsir                                              | Diffuseur : Canal+ Sport Arbitrage : Jérôme Brisard Arbitre vidéo : Antony Gautier | Diffuseur : Canal+ Sport Arbitrage : Jérôme Brisard Arbitre vidéo : Antony Gautier |
| 8 janvier 2020 18h45 | Tousart 41e · Aouar 59e · Lucas 90+2e · Caqueret 90+4e | Rapport | 59e Magnetti · 63e Charbonnier · 85e N'Goma · 87e Perraud | Diffuseur : Canal+ Sport Arbitrage : Jérôme Brisard Arbitre vidéo : Antony Gautier | Diffuseur : Canal+ Sport Arbitrage : Jérôme Brisard Arbitre vidéo : Antony Gautier |

| Match 3              | LOSC Lille (L1)            | 2 - 0   | Amiens SC (L1)                 | Stade Pierre-Mauroy, Villeneuve-d'Ascq                                                                 | |
| 8 janvier 2020 21h05 | Araújo 50e · Osimhen 58e   | (0 - 0) |                                | Spectateurs : 19 029 Diffuseur : Canal+ Sport Arbitrage : Benoît Bastien Arbitre vidéo : Willy Delajod | Spectateurs : 19 029 Diffuseur : Canal+ Sport Arbitrage : Benoît Bastien Arbitre vidéo : Willy Delajod |
| 8 janvier 2020 21h05 | André 45+1e · Jardim 90+2e | Rapport | 21e, 38e Zungu · 88e Calabresi | Spectateurs : 19 029 Diffuseur : Canal+ Sport Arbitrage : Benoît Bastien Arbitre vidéo : Willy Delajod | Spectateurs : 19 029 Diffuseur : Canal+ Sport Arbitrage : Benoît Bastien Arbitre vidéo : Willy Delajod |

| Match 4              | Paris Saint-Germain (L1)                                       | 6 - 1   | AS Saint-Étienne (L1)                      | Parc des Princes, Paris                                                                                            | |
| 8 janvier 2020 21h05 | Icardi 2e 49e 57e · Neymar 39e · Moulin 44e (csc) · Mbappé 67e | (3 - 0) | 71e Cabaye                                 | Spectateurs : 46 677 Diffuseur : Canal+ Sport, France 3 Arbitrage : Clément Turpin Arbitre vidéo : Frank Schneider | Spectateurs : 46 677 Diffuseur : Canal+ Sport, France 3 Arbitrage : Clément Turpin Arbitre vidéo : Frank Schneider |
| 8 janvier 2020 21h05 |                                                                | Rapport | 11e Camara · 13e, 31e Fofana · 25e Debuchy | Spectateurs : 46 677 Diffuseur : Canal+ Sport, France 3 Arbitrage : Clément Turpin Arbitre vidéo : Frank Schneider | Spectateurs : 46 677 Diffuseur : Canal+ Sport, France 3 Arbitrage : Clément Turpin Arbitre vidéo : Frank Schneider |

#### Demi-finales
Les demi-finales sont prévues le mardi 21 et le mercredi 22 janvier 2020.
Le tirage au sort de ce tour a lieu le 9 janvier.
| Match 1               | Olympique lyonnais (L1)                                | 2 - 2             | LOSC Lille (L1)                          | Parc Olympique lyonnais, Décines-Charpieu                                                                            | |
| 21 janvier 2020 21h10 | Dembélé 17e (pen.) · Aouar 85e                         | (1 - 1)           | 13e Sanches · 90+1e (pen.) Rémy          | Spectateurs : 35 248 Diffuseur : Canal+ Sport, France 2 Arbitrage : Benoît Millot Arbitre vidéo : Stéphanie Frappart | Spectateurs : 35 248 Diffuseur : Canal+ Sport, France 2 Arbitrage : Benoît Millot Arbitre vidéo : Stéphanie Frappart |
| 21 janvier 2020 21h10 | Mendes 37e · Marçal 81e · Rafael 90+1e · Marcelo 90+5e | Rapport           | 59e Reinildo ·                           | Spectateurs : 35 248 Diffuseur : Canal+ Sport, France 2 Arbitrage : Benoît Millot Arbitre vidéo : Stéphanie Frappart | Spectateurs : 35 248 Diffuseur : Canal+ Sport, France 2 Arbitrage : Benoît Millot Arbitre vidéo : Stéphanie Frappart |
| 21 janvier 2020 21h10 | Dembélé · Terrier · Cornet · Mendes                    | Tirs au but 4 - 3 | Bamba · Rémy · André · Osimhen · Sanches | Spectateurs : 35 248 Diffuseur : Canal+ Sport, France 2 Arbitrage : Benoît Millot Arbitre vidéo : Stéphanie Frappart | Spectateurs : 35 248 Diffuseur : Canal+ Sport, France 2 Arbitrage : Benoît Millot Arbitre vidéo : Stéphanie Frappart |

| Match 2               | Stade de Reims (L1)        | 0 - 3   | Paris Saint-Germain (L1)                      | Stade Auguste-Delaune, Reims                                                                        | |
| 22 janvier 2020 21h00 |                            | (0 - 2) | 9e Marquinhos · 31e (csc) Konan · 77e Kouassi | Spectateurs : 20 437 Diffuseur : Canal+ Sport Arbitrage : Mikaël Lesage Arbitre vidéo : Johan Hamel | Spectateurs : 20 437 Diffuseur : Canal+ Sport Arbitrage : Mikaël Lesage Arbitre vidéo : Johan Hamel |
| 22 janvier 2020 21h00 | Munetsi 74e · Rajković 85e | Rapport | 38e Draxler · 82e Verratti · 90e Mbappé       | Spectateurs : 20 437 Diffuseur : Canal+ Sport Arbitrage : Mikaël Lesage Arbitre vidéo : Johan Hamel | Spectateurs : 20 437 Diffuseur : Canal+ Sport Arbitrage : Mikaël Lesage Arbitre vidéo : Johan Hamel |

#### Finale
La finale devait se dérouler le samedi 4 avril 2020 mais a été reportée au vendredi 31 juillet 2020 en raison de la pandémie de Covid-19 en France,. Un tirage au sort eut lieu afin de désigner l'équipe (ici le PSG) qui joua protocolairement « à domicile » la finale (choix des vestiaires, des plages d'entraînement et des maillots). Victime d'une entorse à la cheville, Kylian Mbappé est forfait.
| Paris ·       |                          |  |
| Titulaires :  |                          |  |
|               |                          |  |
| 01            | Keylor Navas             |  |
| 25            | Mitchel Bakker           |  |
| 03            | Presnel Kimpembe         |  |
| 02            | Thiago Silva 90e         |  |
| 20            | Layvin Kurzawa 70e       |  |
| 05            | Marquinhos 114e          |  |
| 06            | Marco Verratti           |  |
| 27            | Idrissa Gueye 58e        |  |
| 11            | Ángel Di María           |  |
| 18            | Mauro Icardi 58e         |  |
| 10            | Neymar                   |  |
|               |                          |  |
| Remplaçants : |                          |  |
| 16            | Sergio Rico              |  |
| 04            | Thilo Kehrer 70e         |  |
| 22            | Abdou Diallo 114e        |  |
| 23            | Julian Draxler           |  |
| 21            | Ander Herrera 58e        |  |
| 19            | Pablo Sarabia 58e        |  |
| 08            | Leandro Paredes 90e      |  |
| 29            | Arnaud Kalimuendo        |  |
| 17            | Eric-Maxim Choupo-Moting |  |
|               |                          |  |
| Entraîneur :  |                          |  |
| Thomas Tuchel |                          |  |

| Lyon ·        |                      |  |
| Titulaires :  |                      |  |
|               |                      |  |
| 01            | Anthony Lopes        |  |
| 20            | Fernando Marçal      |  |
| 06            | Marcelo 81e          |  |
| 05            | Jason Denayer        |  |
| 39            | Bruno Guimarães 65e  |  |
| 08            | Houssem Aouar        |  |
| 25            | Maxence Caqueret     |  |
| 27            | Maxwel Cornet        |  |
| 14            | Léo Dubois 86e       |  |
| 11            | Memphis Depay 80e    |  |
| 09            | Moussa Dembélé 80e   |  |
|               |                      |  |
| Remplaçants : |                      |  |
| 16            | Anthony Racioppi     |  |
| 03            | Joachim Andersen 81e |  |
| 04            | Rafael 86e           |  |
| 12            | Thiago Mendes 65e    |  |
| 17            | Jeff Reine-Adélaïde  |  |
| 22            | Jean Lucas           |  |
| 07            | Karl Toko-Ekambi 80e |  |
| 10            | Bertrand Traoré 80e  |  |
| 18            | Rayan Cherki         |  |
|               |                      |  |
| Entraîneur :  |                      |  |
| Rudi Garcia   |                      |  |

| Paris ·       |                          |  |
| Titulaires :  |                          |  |
|               |                          |  |
| 01            | Keylor Navas             |  |
| 25            | Mitchel Bakker           |  |
| 03            | Presnel Kimpembe         |  |
| 02            | Thiago Silva 90e         |  |
| 20            | Layvin Kurzawa 70e       |  |
| 05            | Marquinhos 114e          |  |
| 06            | Marco Verratti           |  |
| 27            | Idrissa Gueye 58e        |  |
| 11            | Ángel Di María           |  |
| 18            | Mauro Icardi 58e         |  |
| 10            | Neymar                   |  |
|               |                          |  |
| Remplaçants : |                          |  |
| 16            | Sergio Rico              |  |
| 04            | Thilo Kehrer 70e         |  |
| 22            | Abdou Diallo 114e        |  |
| 23            | Julian Draxler           |  |
| 21            | Ander Herrera 58e        |  |
| 19            | Pablo Sarabia 58e        |  |
| 08            | Leandro Paredes 90e      |  |
| 29            | Arnaud Kalimuendo        |  |
| 17            | Eric-Maxim Choupo-Moting |  |
|               |                          |  |
| Entraîneur :  |                          |  |
| Thomas Tuchel |                          |  |

| Lyon ·        |                      |  |
| Titulaires :  |                      |  |
|               |                      |  |
| 01            | Anthony Lopes        |  |
| 20            | Fernando Marçal      |  |
| 06            | Marcelo 81e          |  |
| 05            | Jason Denayer        |  |
| 39            | Bruno Guimarães 65e  |  |
| 08            | Houssem Aouar        |  |
| 25            | Maxence Caqueret     |  |
| 27            | Maxwel Cornet        |  |
| 14            | Léo Dubois 86e       |  |
| 11            | Memphis Depay 80e    |  |
| 09            | Moussa Dembélé 80e   |  |
|               |                      |  |
| Remplaçants : |                      |  |
| 16            | Anthony Racioppi     |  |
| 03            | Joachim Andersen 81e |  |
| 04            | Rafael 86e           |  |
| 12            | Thiago Mendes 65e    |  |
| 17            | Jeff Reine-Adélaïde  |  |
| 22            | Jean Lucas           |  |
| 07            | Karl Toko-Ekambi 80e |  |
| 10            | Bertrand Traoré 80e  |  |
| 18            | Rayan Cherki         |  |
|               |                      |  |
| Entraîneur :  |                      |  |
| Rudi Garcia   |                      |  |

## Statistiques

### Nombre d'équipes par division et par tour
| Divisions / Manches               | Tour préliminaire (1 rencontre) | Premier tour (12 rencontres) | Deuxième tour (6 rencontres) | Seizièmes de finale (10 rencontres) | Huitièmes de finale | Quarts de finale | Demi- finales | Finale        | Vainqueur     |
| --------------------------------- | ------------------------------- | ---------------------------- | ---------------------------- | ----------------------------------- | ------------------- | ---------------- | ------------- | ------------- | ------------- |
| Ligue 1 (clubs européens) 6 clubs | Exemptés                        | Exemptés                     | Exemptés                     | Exemptés                            | 6                   | 5                | 3             | 2             | 1             |
| Ligue 1 (non-européens) 14 clubs  | Exemptés                        | Exemptés                     | Exemptés                     | 14                                  | 9                   | 3                | 1             | Aucune équipe | Aucune équipe |
| Ligue 2 20 clubs                  | Exemptés                        | 20                           | 9                            | 5                                   | 1                   | Aucune équipe    | Aucune équipe | Aucune équipe | Aucune équipe |
| National 5 clubs                  | 2                               | 4                            | 3                            | 1                                   | Aucune équipe       | Aucune équipe    | Aucune équipe | Aucune équipe | Aucune équipe |
| Total                             | 2                               | 24                           | 12                           | 20                                  | 16                  | 8                | 4             | 2             | 1             |

### Classement des buteurs
| #  | Buteur             | Club                | Buts | Pen | J | TJ  |
| -- | ------------------ | ------------------- | ---- | --- | - | --- |
| 1  | Livio Nabab        | Bourg-en-Bresse 01  | 3    | 0   | 2 | 279 |
| 2  | Mauro Icardi       | Paris Saint-Germain | 3    | 0   | 1 | 93  |
| 3  | Moses Simon        | FC Nantes           | 3    | 0   | 1 | 154 |
| 4  | Loïc Rémy          | LOSC Lille          | 3    | 1   | 2 | 107 |
| 5  | Jean Lucas         | Olympique lyonnais  | 2    | 0   | 2 | 114 |
| 6  | Bevic Moussiti-Oko | Le Mans FC          | 2    | 0   | 2 | 124 |
| 7  | Samuel Grandsir    | AS Monaco           | 2    | 0   | 2 | 180 |
| 8  | Houssem Aouar      | Olympique lyonnais  | 2    | 0   | 2 | 180 |
| 9  | Victor Osimhen     | LOSC Lille          | 2    | 0   | 2 | 202 |
| 10 | Kylian Mbappé      | Paris Saint-Germain | 2    | 0   | 2 | 247 |